# S.B. - Io lo conoscevo bene
S.B. - Io lo conoscevo bene è un film documentario del 2012 diretto da Giacomo Durzi e Giovanni Fasanella.
Il film è stato prodotto da Kinesis Film con il supporto della Regione Lazio e distribuito il 5 febbraio 2013 da Intramovies Picks. Il documentario ha partecipato al Festival internazionale del film di Roma 2012.

## Trama
La pellicola narra la vita prima imprenditoriale e poi politica di Silvio Berlusconi attraverso i filmati d'epoca e soprattutto le interviste a persone che lo hanno conosciuto e gli sono state accanto per molto tempo come Vittorio Dotti, avvocato di Berlusconi fino al 1995 e Giuliano Ferrara, giornalista e ministro del primo governo Berlusconi.